# Авіодром
Націона́льний авіаці́йний темати́чний парк «Авіодро́м» (нід. Nationaal Luchtvaart-Themapark Aviodrome) — великий аерокосмічний музей, розташований в аеропорту нідерландського міста Лелістад, у провінції Флеволанд. Спочатку базувався в аеропорту Схіпгол. У сучасних будівлях музею також знаходиться Національний космічний музей.

## Історія
У 1955 році кілька організацій, таких, як авіакомпанія KLM та авіабудівна компанія Фоккер, ініціювали створення національного авіаційного музею і з цією метою створили Фонд Національного авіаційного музею (нід. Stichting voor het Nationaal Luchtvaartmuseum).
Перший музей відкрився у 1960 році в аеропорту Схіпгол поблизу Амстердама, під назвою «Аеропланорама» (нід. Aeroplanorama). В музеї, який проіснував до 1967 року, було лише 7 літаків.

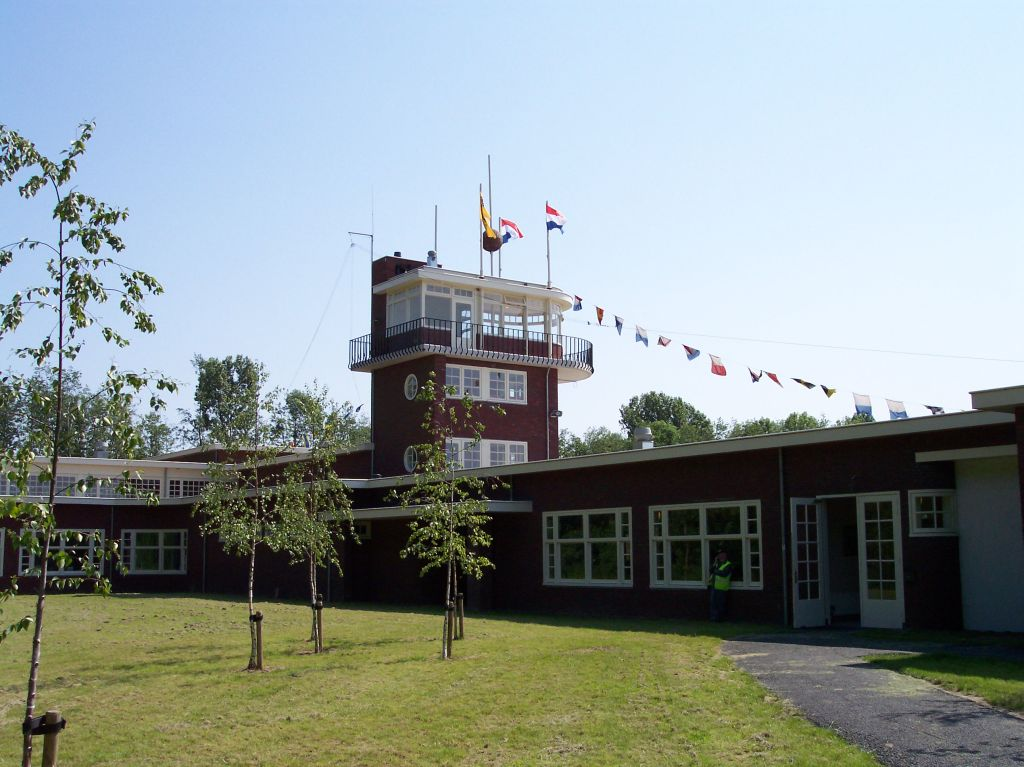
Реконструкція терміналу Схіпгола 1928 року

У 1971 році на його місці відкрився новий музей — «Авіодом» (нід. Aviodome). Головна будівля музею мала вигляд величезного алюмінієвого геодезичного куполу, який спроєктував американський архітектор і винахідник Річард Фуллер. На момент створення, це був найбільший авіаційний музей у світі. З часом колекція музею зростала і вже не вміщувалася на площі музею. 2003 року музей був перенесений до аеропорту Лелістада, а будівлю в Схіпхолі демонтували. Музей отримав нове ім'я — Авіодром (нід. Aviodrome). Музей складається з трьох будівель: у головній з них розміщується основна колекція літаків, ресторан і кінотеатр. Друга будівля є реплікою термінала Схіпхола 1928 року. Третя будівля — ангар, де розташована частина експозиції, проте доступ до цієї будівлі обмежений.
З часом у музеї з'явилися деякі артефакти з нідерландських космічних програм, зокрема, супутник-дублер ANS, макет IRAS та модель зонду Гюйгенс.
28 листопада 2011 року музей був оголошений банкрутом і 23 грудня востаннє відкрився для відвідувачів. За останні роки кількість відвідувачів знижувалася і Схіпгол з KLM не бажали інвестувати гроші в проєкт. Була надія на повторне кредитування, але усі кредитори відмовилися, тому правління музею почало готувати його для продажу. Однак, 23 березня було офіційно оголошено про придбання музею компанією Libéma Group з міста Росмален. Новий інвестор вклав у музей 5,4 млн. євро, і 28 квітня 2012 року «Авіодром» відкрився знову.

## Колекція

### Літаки

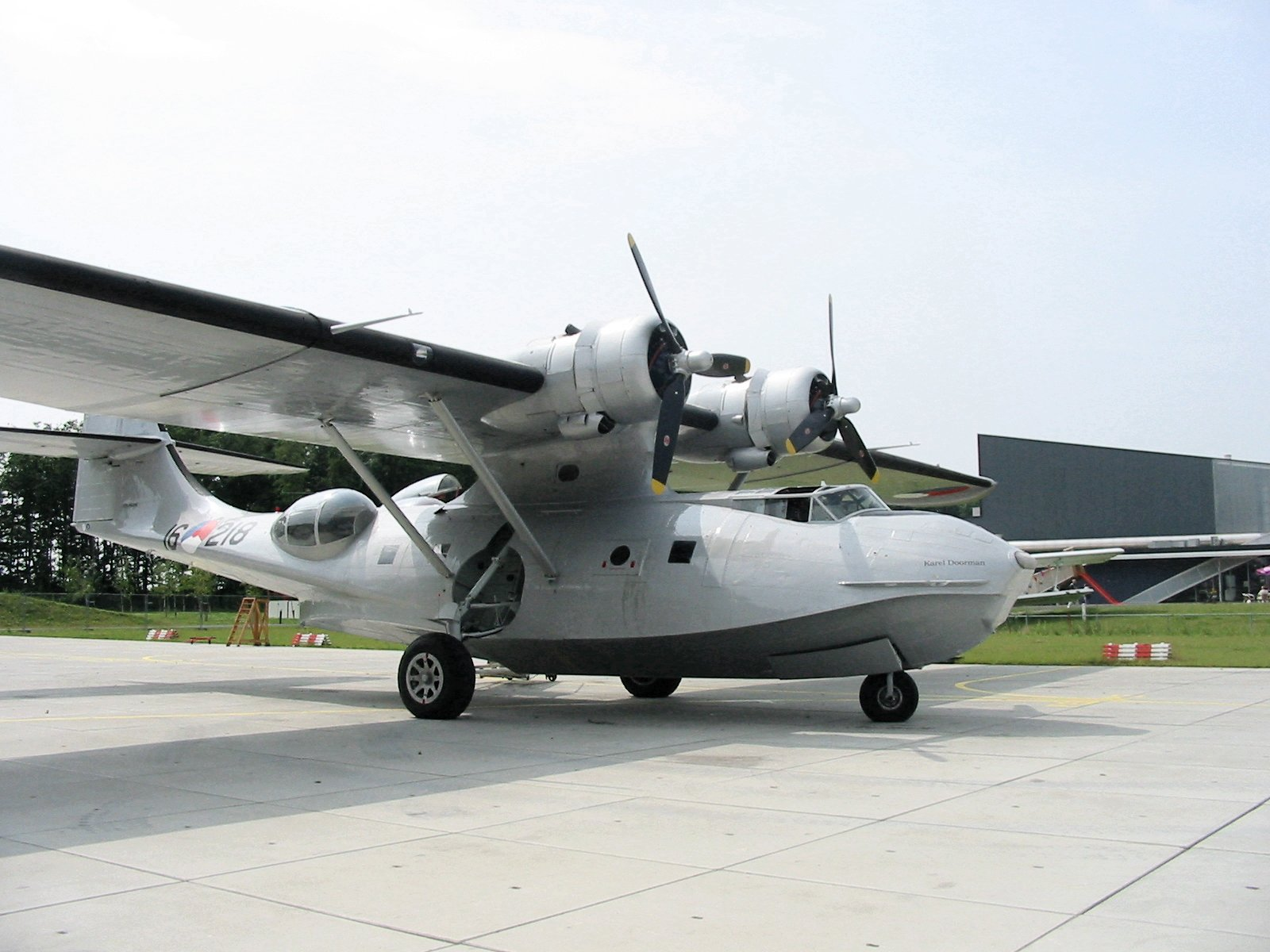
Consolidated PBY Catalina

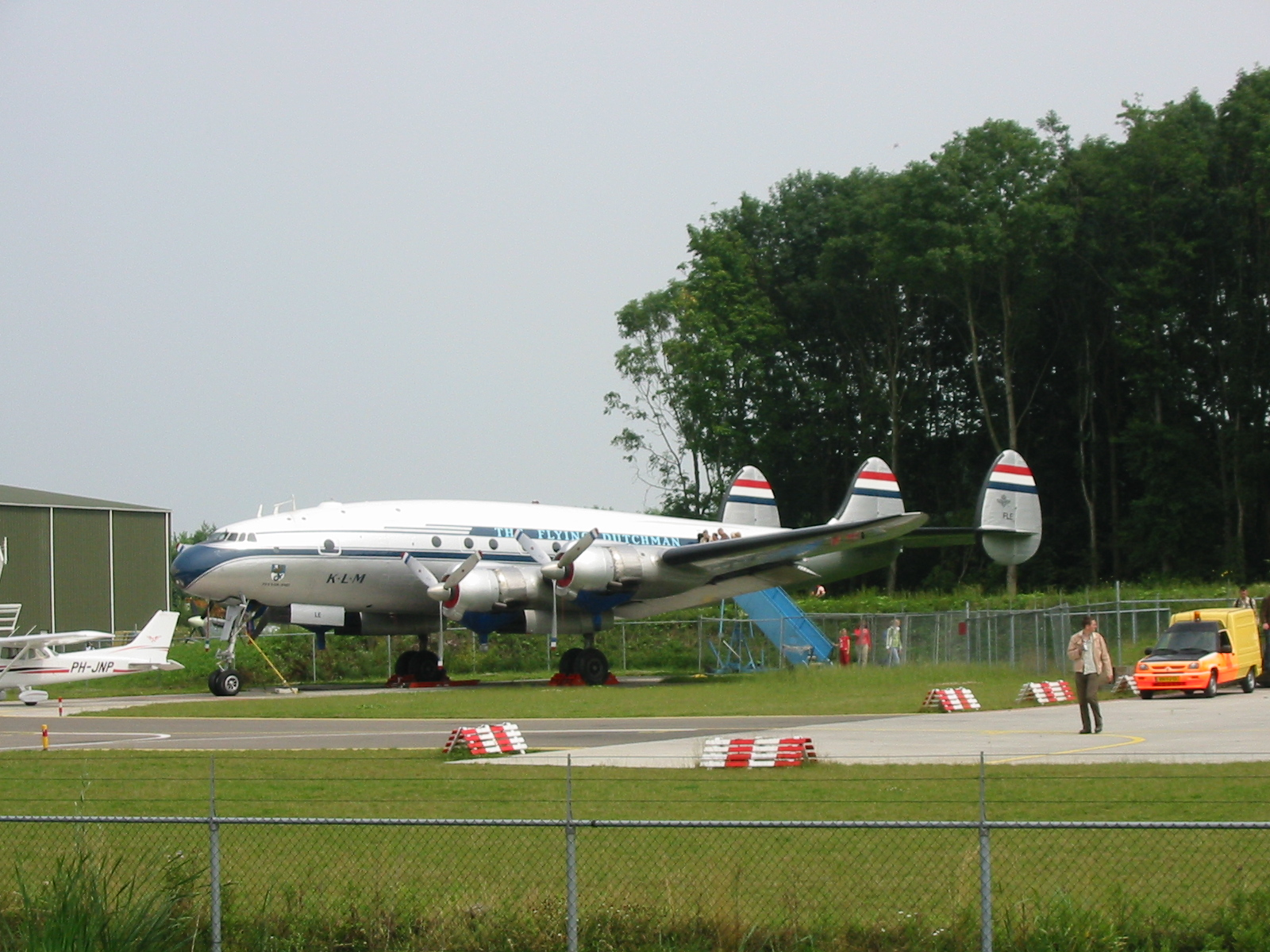
Lockheed Constellation N749NL

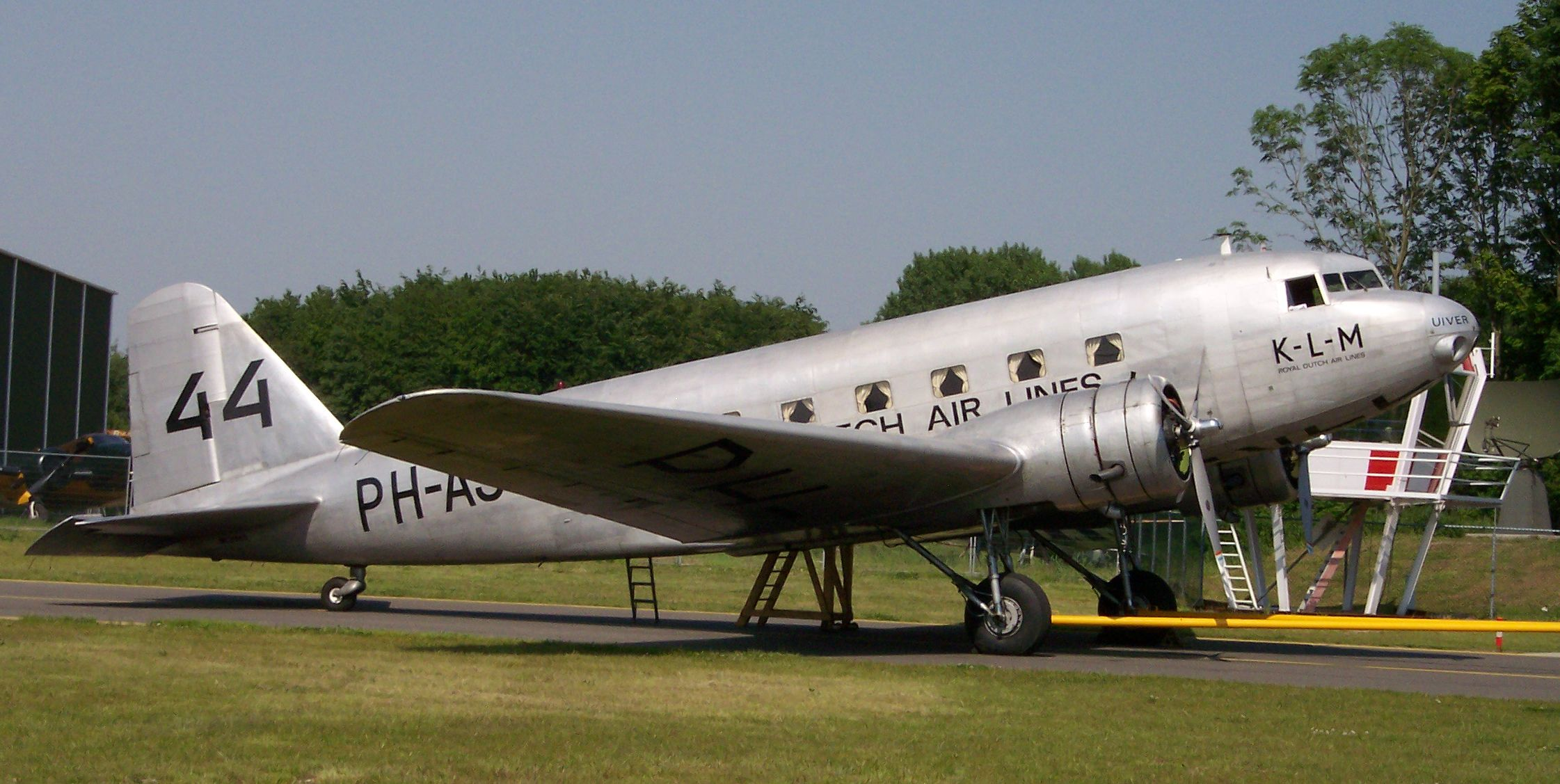
Douglas DC-2

- Alsema Sagitta[en]
- Ан-2
- Auster J.1 Autocrat[en]
- BAC Jet Provost[en] (тільки кокпіт)
- B.A.T. F.K.23 Bantam[en]
- Beechcraft D-18[en]
- Birdman Cherokee
- Blackburn Buccaneer[en] (тільки кокпіт)
- Blériot XI[en]
- Boeing 747
- Consolidated PBY5A Catalina
- Cessna 172
- De Havilland Canada Beaver (тільки кокпіт)
- De Havilland DH.82A Tiger Moth
- De Havilland DH.104 Dove[en]
- DFS Olympia[en]
- Douglas C-47 Skytrain — 2 шт.
- Douglas DC-2 — 2 шт.
- Douglas DC-3
- Douglas DC-4 Skymaster
- Evans VP-1 Volksplane[en]
- Fokker Spin — 2 шт.
- Fokker Dr.I[en]
- Fokker F.II[en]
- Fokker B.4A (недобудований)
- Fokker C-5D[en]
- Fokker F-7a[en]
- Fokker F.8 «Duif»[en]
- Fokker S.4[en] (недобудований)
- Fokker S-11 instructor[en] — 2 шт. (один робочий, один недобудований)
- Fokker S.12[en]
- Fokker S-13[en] (тільки хвостова частина)
- Fokker S.14 Machtrainer[en]
- Fokker F27 Friendship — 2 шт. (один і досі в робочому стані)
- Fokker F-27-050 (прототип F-50, основою якого була модель F-27)
- Fokker 100 та окремо модель кокпіту
- Fouga CM.170 Magister[en] (в робочому стані)
- Grumman S2N Tracker[en] — 2 шт.
- Hawker Sea Fury
- Hawker Hunter Mk.4
- Hawker Sea Hawk[en]
- Junkers Ju 52
- Lockheed L-749 Constellation[en]
- Lockheed F-104 Starfighter — 2 шт.
- Lockheed P-2 Neptune[en]
- МіГ-21
- Mignet Pou-du-ciel — 2 шт.
- Noorduyn C-64 Norseman[en] (реставрується)
- Noorduyn Harvard
- North American B-25 Mitchell
- Pander Zögling
- Piper J-3 Cub[en]
- Saab 91D Safir[en]
- Saab Viggen
- Stearman Hammond Y-1S[en] — 3 шт.
- Sud Aviation SE.210 Caravelle (тільки кокпіт)
- Supermarine Spitfire (копія)
- Van Ommeren VO-3
- Wright Flyer (копія)

### Аеростати
- гондола дирижабля ANR-1
- кошики для повітряних куль — 4 шт.
- причіпна кабіна для повітряної кулі Dutch Viking

### Гвинтокрили
- Aérospatiale Dauphin 2[en]
- Agusta — Bell 204B UH-1
- Messerschmitt-Bölkow-Blohm Bo 105
- Cierva C.30A Autogiro[en] (автожир)
- N.H.I. H.2 Kolibri[en]
- N.H.I. H.3 Kolibri[en]
- Sikorski S-55
- Westland WS-51 Dragonfly[en]

### Зенітні керовані ракети
- Raytheon Hawk

### Крилаті ракети
- Фау-1

### Планери
- Grunau Baby[en]
- копія планера Отто Лілієнталя
- Rienks R-1B
- Rogallo Engel (прототип)
- Rogallo Penguin
- Rogallo La Mouette Cobra
- Schleicher Ka-4 Rhönlerche II[en] — 3 шт.
- Schleicher Ka-8B

## Проєкти музею

### Джамбо Джет
У 2004 році KLM продав музею за символічну ціну в €1 останній зі своїх класичних Боїнгів 747–200, який мав назву «Луї Блеріо» (Louis Blériot). Літак виявився завеликим для аеропорту Лелістада, і, хоча він ще перебував у робочому стані, був частково розібраний та перевезений баржею на нове місце. Момент підняття літака на баржу і його подорожі каналом привернув значну увагу публіки. Літак був повторно зібраний у Хардервейку та відкрився для відвідувачів.

### Повернення «Конні»
Однією з перлин колекції «Авіодрому» є літак Lockheed L-749 Constellation, який неофіційно називають «Конні». Після кількарічної реставрації літак у 2002 році перевезли до Нідерландів із США. Реставрація літака, включаючи нове фарбування, продовжилася, але, на жаль, у 2004 році почалися проблеми з двигуном. Для вирішення цієї проблеми з Корейського музею авіації прибули два двигуни на заміну, проте з 2004 року літак так жодного разу і не злетів у повітря, а його демонстрації обмежувалися лише вмиканням двигунів.

### De Uiver
Так неофіційно називався літак Douglas DC-2, який посів друге місце у повітряних змаганнях Мак-Робертсона у 1934 році, поступившись лише спеціально виготовленому для цих змагань літакові de Havilland DH.88. Uiver — у перекладі з нідерландської колись означало лелеку. В «Авіодромі» зберігається один з кількох останніх робочих літаків DC-2 у світі. Колись він належав ВПС США, а з прибуттям до музею його перефарбували в первісні кольори компанії KLM.

### Fokker Friendship
Модель літака Fokker F-27 Friendship є найпопулярнішою з усіх моделей компанії Fokker. Це була перша модель Fokker післявоєнного періоду, її виробництво почалося у 1955 році і багато літаків і досі перебувають в експлуатації. 2004 року «Авіодром» придбав в Австралії найстаріший з робочих літаків F-27 і пофарбував його у кольори нідерландської авіакомпанії Nederlandse Luchtvaart Maatschappij (NLM), яка, втім, вже не існує. 24 листопада 2005 року, рівно через п'ятдесят років після першого польоту F-27, літак музею зробив пам'ятний виліт, присвячений ювілею моделі Fokker Friendship.